# タイラー・パストルニッキー
タイラー・ブロック・パストルニッキー（Tyler Brock Pastornicky, 1989年12月13日 - ）は、アメリカ合衆国フロリダ州マナティ郡ブレイデントン出身の元プロ野球選手（内野手）。右投右打。
父親のクリフ・パストルニッキーもカンザスシティ・ロイヤルズに所属した元プロ野球選手（三塁手）である。

## 経歴

### ブルージェイズ傘下時代
2008年のMLBドラフト5巡目（全体159位）でトロント・ブルージェイズから指名され、6月9日に契約。ルーキー級ガルフ・コーストリーグ・ブルージェイズで50試合に出場し、打率.263・1本塁打・17打点・27盗塁だった。
2009年はA級ランシング・ラグナッツで109試合に出場し、打率.269・1本塁打・31打点・51盗塁だった。8月にA+級ダニーデン・ブルージェイズへ昇格。15試合に出場し、打率.270・3打点・6盗塁だった。
2010年はA+級ダニーデンで77試合に出場し、打率.258・6本塁打・35打点・24盗塁だった。

### ブレーブス時代
2010年7月14日にユネル・エスコバー、ジョジョ・レイエスとのトレードでティム・コリンズ、アレックス・ゴンザレスと共にアトランタ・ブレーブスへ移籍。移籍後はAA級ミシシッピ・ブレーブスで38試合に出場し、打率.254・2本塁打・15打点・11盗塁だった。
2011年はAA級ミシシッピで90試合に出場し、打率.299・6本塁打・36打点・20盗塁だった。7月にAAA級グウィネット・ブレーブスへ昇格。27試合に出場し、打率.365・1本塁打・9打点・7盗塁だった。9月28日にブレーブスとメジャー契約を結び、40人枠入りを果たした。
2012年3月2日にブレーブスと1年契約に合意し、開幕ロースター入りした。4月5日に行われたニューヨーク・メッツとの開幕戦でメジャーデビュー。8番・遊撃で先発起用され、2打数1安打1四球だった。その後は正遊撃手として45試合に出場していたが、5月30日にAAA級グウィネットへ降格した。降格後はAAA級グウィネットで38試合に出場し、7月14日に再昇格した。昇格後は主に代打として出場した。この年は76試合に出場し、打率.243・2本塁打・13打点・2盗塁だった。
2013年3月26日にAAA級グウィネットへ異動し、開幕をAAA級で迎えた。4月23日にメジャーへ昇格。昇格後は二塁手のバックアップ要員や代打として6試合に出場したが、打率が.143と結果を残せず、5月6日にAAA級グウィネットへ降格。6月18日に再昇格した。昇格後は以前と同じく代打での起用が主であったが、7月21日に再びAAA級へ降格した。8月13日に再昇格。再昇格後は2試合に出場し、打率を3割台に戻したものの、8月14日のフィラデルフィア・フィリーズ戦で、二塁・右翼間の飛球を捕球する際に、右翼手のジェイソン・ヘイワードと衝突し左膝を負傷。8月16日に左膝前十字靭帯の損傷で15日間の故障者リスト入りした。シーズン中に復帰することは出来ず、この年は20試合の出場にとどまり、打率.300だった。オフの10月7日に故障者リストから外れた。
2014年2月25日にブレーブスと1年契約に合意し、開幕ロースター入りした。開幕後は正二塁手のダン・アグラの控えとして数試合に先発起用されていたが、打率が.200と結果を残せず、5月28日にAAA級グウィネットへ降格した。この年は28試合に出場し、打率.200・2打点だった。
2015年1月8日にDFAとなり、3月19日に自由契約となった。

### レンジャーズ傘下時代
2015年1月22日にテキサス・レンジャーズとマイナー契約を結んだ。6月30日に2015年パンアメリカン競技大会の男子野球アメリカ合衆国代表に選出されたことが発表され代表入りしている。

### フィリーズ傘下時代
2015年8月10日に金銭トレードでフィラデルフィア・フィリーズ傘下へ移籍した。
オフの10月21日に第1回WBSCプレミア12のアメリカ合衆国代表に選出されたことが発表された。11月、フィリーズからフリーエージェントとなり以後無所属となっている。

## 詳細情報

### 年度別打撃成績
| 年 度        | 球 団        | 試 合 | 打 席 | 打 数 | 得 点 | 安 打 | 二 塁 打 | 三 塁 打 | 本 塁 打 | 塁 打 | 打 点 | 盗 塁 | 盗 塁 死 | 犠 打 | 犠 飛 | 四 球 | 敬 遠 | 死 球 | 三 振 | 併 殺 打 | 打 率 | 出 塁 率 | 長 打 率 | O P S |
| ------------ | ------------ | ----- | ----- | ----- | ----- | ----- | -------- | -------- | -------- | ----- | ----- | ----- | -------- | ----- | ----- | ----- | ----- | ----- | ----- | -------- | ----- | -------- | -------- | ----- |
| 2012         | ATL          | 76    | 188   | 169   | 21    | 41    | 6        | 1        | 2        | 55    | 13    | 2     | 0        | 7     | 1     | 10    | 1     | 1     | 32    | 5        | .243  | .287     | .325     | .612  |
| 2013         | ATL          | 20    | 33    | 30    | 5     | 9     | 1        | 0        | 0        | 10    | 0     | 0     | 0        | 2     | 0     | 1     | 0     | 0     | 5     | 0        | .300  | .323     | .333     | .656  |
| 2014         | ATL          | 28    | 47    | 40    | 4     | 8     | 0        | 1        | 0        | 10    | 2     | 0     | 1        | 1     | 0     | 6     | 0     | 0     | 11    | 0        | .200  | .304     | .250     | .554  |
| MLB通算：3年 | MLB通算：3年 | 124   | 268   | 239   | 30    | 58    | 7        | 2        | 2        | 75    | 15    | 2     | 1        | 10    | 1     | 17    | 1     | 1     | 48    | 5        | .243  | .295     | .314     | .609  |

### 背番号
- 1（2012年 - 2014年）

### 代表歴
- 2015年パンアメリカン競技大会男子野球アメリカ合衆国代表
- 2015 WBSCプレミア12 アメリカ合衆国代表